# نبل

لويس الرابع عشر

النُبل، أو النبالة أو النجابة أو الأصالة، هي التسمية التي تطلق على النبلاء المنتمين إلى إحدى مؤسسات فئة المحاربين الاجتماعية. كان هذا الانتماء يعود إلى الجدارة في البداية ثم أصبحت الألقاب تتوارث من جيل إلى آخر. وقد تم إلغاء هذا التقسيم رسميا فتلاشت هذه الطبقة بعد ما حدث صراع بينها وبين طبقة العامة

## الدم الأزرق
الدم الأزرق blue blood هو مصطلح إنجليزي تم تسجيله منذ عام 1834م ليشير إلى ميلاد أو نسب نبيل. والمصطلح الأصلي مترجم عن الأسبانية sangre azul التي تميز العائلة المالكة الأسبانية وغيرهم من كبار النبلاء الذين ينتسبون إلى القوط الغربيين عن المغاربة.
ومن المرجح أن هذا المصطلح جاء من مجتمعات العصور القديمة والوسطى بأوروبا، فقد كانت بشرة الطبقة العليا تتميز بلون الأوردة السطحية الزرقاء من خلال بشرتهم التي لم تصبغها حرارة الشمس عن الطبقة العاملة. هذه الطبقة العاملة كانت تتألف من الفلاحين الذين يقضون معظم وقتهم في العمل أثناء النهار وبالتالي فقد اكتسبت جلودهم لوناً داكناً بسبب حرارة الشمس.
ويفسر روبرت ليسي نشأة مفهوم الدم الأزرق كالتالي: «كان الأسبان أول من أعطى العالم فكرة أن دم الطبقة الأرستقراطية ليس أحمراً بل أزرقاً. وقد بدأت طبقة النبالة الأسبانية تتبلور حوالي القرن التاسع الميلادي، وظهروا في صورة عسكرية، محتلين الأراضي في صورة محاربين ممتطين ظهور الخيل، وطلوا على هذا المنوال خمسمائة عام تالية ينهبون أراضي شبه الجزيرة الأسبانية نهباً من محتليها الأصليين- المغاربة. وقد أوضح أحد النبلاء الأسبان نسبه عندما كشف عن ذراعه ليظهر الأوردة الزرقاء تحت بشرته الشاحبة مدللاً على أن دماؤه لم تلوثها البشرة الداكنة لعدوه (المغاربة)»
على أية حال فإن هناك تفسيراً آخراً لفكرة الدم الأزرق وهو أن معدل الهيموفيليا مرتفع جداً بين العائلات الملكية، فلم يطلق فقط على الهيموفيليا أنه المرض الملكي بل أن أصوله في شجرة عائلة الملكة فيكتوريا انتشرت في كل ممالك أوروبا. وكان يتم حماية المصابين بهذا المرض بشكل مفرط. فلم يكن مسموحاً لهم بالخروج كثيراً وكان يظهر على جلودهم الزرقة. وكما أشير سابقاً فإنه يبدو أن العائلة الملكية الأسبانية في هذا الوقت قد حملت مرض الهيموفيليا حيث أن ابنة فيكتوريا الكبرى (أوجيني) قد تزوجت من ألفونسو الثالث عشر ملك إسبانيا والذي قد يتعارض مع تفسير ليسي.

## تصنيف طبقة النبلاء
1. الطبقة العليا (الملك (السلالة الحاكمة)، الدوق، الكونت، ...) نبلاء بالدم (من أسر نبيلة).
2. الطبقة الوسطى (الفرسان).
3. الطبقة السفلى (الأغنياء بدون ألقاب).